# 최성 (가수)
최성(1984년 3월 10일 ~ )은 대한민국의 가수다. 2014년 노래 '보낼일없게'로 데뷔했다.

## 방송
- TBN 차차차 (2017)
- 불타는 트롯맨 (2022) - Top34(30위)

## 음반
- Let's Run (2019)
- 새로운 날들로 (2020)
- 과메기연가 (2021)
- 불타는 트롯맨 1:1 라이벌전 PART 1 (2023)

## 공연
- 반딧불 - 대구 (2018)

## 수상
- 포항해변 전국가요제 금상 (2009)
- 제29회 화랑문화제 중창부문 금상 (2001)